# MBN 마감뉴스
《MBN 마감뉴스》는 대한민국에서 매주 월요일 ~ 금요일 밤 11시 30분에 방송하는 매일경제TV MBN의 지금까지 하루의 정리하는 뉴스 프로그램이다.

## 앵커
- 정병국 앵커

## 코너소개
- MBN 칼럼